# Hračka (film)
Hračka (ve francouzském originále Le Jouet) je francouzský hraný film z roku 1976 režiséra Francise Vebera, jde o hořkou komedii s Pierrem Richardem v hlavní roli. Jde o komediálně laděné zamyšlení o moci peněz a bezmocnosti prostých a nemajetných lidí před bezohledností a zlovůlí některých bohatých lidí.

## Děj
Dlouhodobě nezaměstnaný redaktor Francois Perrin (Pierre Richard) se uchází o místo redaktora ve významných novinách. Je ale přijat pouze na zkušební dobu. Jako jeden z prvních úkolů dostane napsat reportáž z místního obchodního domu, jehož vlastníkem je i jeho nový zaměstnavatel, majitel a generální ředitel jeho novin. Během přípravy reportáže se v oddělení hraček náhodně setká s malým synem generálního ředitele, který si sem přišel vybrat nějakou dětskou hračku. Namísto hračky si však vybere živého člověka Francoise Perrina, který je pak okolnostmi nedobrovolně donucen dělat synovi generálního ředitele společníka a sloužit mu jako živá hračka. Francois je zabalen do bedny a odeslán do vily pana generálního ředitele.

## Obsazení
| Pierre Richard    | François Perrin                                        |
| Fabrice Greco     | Eric Rambal-Cochet, syn generálního ředitele           |
| Michel Bouquet    | Pierre Rambal-Cochet, generální ředitel                |
| Jacques François  | pan de Blénac                                          |
| Charles Gérard    | fotograf                                               |
| Gérard Jugnot     | Pignier                                                |
| Suzy Dyson        | Christine Rambal-Cochet, manželka generálního ředitele |
| Michel Aumont     | Georges Pouzier                                        |
| Michel Robin      | majordomus                                             |
| Michèle Sand      | Nicole Perrin                                          |
| Alix Mahieux      | guvernantka                                            |
| Lyne Chardonnet   | slečna Blond                                           |
| Michel Ruhl       | ředitel banky                                          |
| Eva Darlan        | tisková mluvčí                                         |
| Yves Barsacq      | pan Robert                                             |
| Roger Riffard     | Paul                                                   |
| Jacqueline Noëlle | sekretářka                                             |